# Карлсбад (Калифорния)
Карлсбад (англ. Carlsbad) — прибрежный курортный город, занимающий семь миль береговой линии вдоль побережья Тихого океана в Южной Калифорнии, США. Карлсбад находится в 140 км (87 миль) к югу от Лос-Анджелеса и в 56 км (35 миль) к северу от Сан-Диего.

## История
В начале 1880-х годов бывший моряк по имени Джон Фрейзер выкопал в районе современного Карлсбада колодец и стал предлагать добытую минеральную воду на ближайшей станции, которая вскоре получила название «Фрейзер». Проведённые позже тесты с этой водой позволили обнаружить, что по своему химическому составу она похожа на воду из одного из самых известных лечебных курортов мира — ныне чешского города Карловы Вары, в честь него город впоследствии и получил название Карлсбад.
Дальнейшее развитие поселения осуществлялось компанией Mineral Water Company, основанной предпринимателем из Среднего Запада, немцем по происхождению Герхардом Шутте, совместно с Сэмюэлем Смитом и Генри Нельсоном. Они выкупили у Фрейзера его владения, а также 275 гектаров прилегающей территории, дали поселению современное название, чтобы привлечь гостей и способствовали строительству новых домов. К концу 1880 года в Карлсбаде заметно увеличилась численность населения и количество предприятий. А развитие сельскохозяйственных культур, таких как цитрусовые, авокадо и оливки вскоре изменило весь ландшафт поселения. К концу 1887 года во всей округе Сан-Диего цены на землю значительно снизились, однако благодаря своим плодородным землям Карлсбад успешно пережил этот кризис.
Вплоть до 1914 года население Карлсбада оставалось неизменным и составляло около 300 человек, пока не началась прокладка железной дороги компанией South Coast Land Company. Железнодорожный транспорт стал жизненно важным для всего сообщества и сыграл самую значительную роль в развитии туризма.
В 1915 году начальником железнодорожной станции был назначен Рой Чейз. Он открыл в Карлсбаде первый бакалейный магазин, был также агентом по недвижимости, руководил транспортной и строительной компанией. В 1922 году он организовал в городе первую торгово-промышленную палату.
К середине 1920-х годов в Карлсбаде уже имелся свой школьный округ, несколько церквей, кинотеатр и местная газета «Carlsbad Journal». Во времена великой депрессии падения экономики удалось избежать благодаря группе поселенцев из Лос-Анджелеса — членов американской киноиндустрии, представляющих голливудские компании. Они открыли здесь второй кинотеатр и проводили в Карлсбаде уикенды.
Послевоенный рост привёл к тому, что в 1952 году поселение было официально зарегистрировано как город Карлсбад. К тому времени население увеличилось почти на 700 %, а территория стала больше в три раза, тем не менее атмосфера небольшого спокойного городка, задуманная Шутте и Смитом, по прежнему остаётся яркой чертой центральной части Карлсбада.
В 1999 году в городе открылся парк развлечений и миниатюр Legoland California, первый тематический парк Lego за пределами Европы.

## География
По данным Бюро переписи населения США, общая площадь города составляет 101,6 км² (39,1 миль²), из которых 98 км² (37,7 миль²) суши и 3,6 км² (1,4 миль² или 3,55 %) водной поверхности, включающей три лагуны и одно озеро.

### Климат
Климат в Карлсбаде субтропический, средиземноморский, как и во многих прибрежных районах Калифорнии.
| Показатель                    | Янв.  | Фев.  | Март  | Апр.  | Май   | Июнь  | Июль  | Авг.  | Сен.  | Окт.  | Нояб. | Дек.  | Год   |
| ----------------------------- | ----- | ----- | ----- | ----- | ----- | ----- | ----- | ----- | ----- | ----- | ----- | ----- | ----- |
| Средний суточный максимум, °C | 17,78 | 17,78 | 17,78 | 18,33 | 18,89 | 20,56 | 22,22 | 23,33 | 22,78 | 21,67 | 20    | 18,33 | 19,94 |
| Средний суточный минимум, °C  | 7,22  | 8,33  | 8,89  | 10,56 | 13,33 | 15,56 | 17,22 | 17,78 | 16,11 | 13,33 | 9,44  | 7,22  | 12,11 |
| Норма осадков, мм             | 61,5  | 56,6  | 53,6  | 23,4  | 5,8   | 2,5   | 3,3   | 7,4   | 6,1   | 10,9  | 23,4  | 34,0  | 282,7 |
| Источник: The Weather Channel |       |       |       |       |       |       |       |       |       |       |       |       |       |

## Демография
По переписи 2010 года, общая численность населения составила 105 328 человек, зарегистрировано 40,15 тыс. домовладений.
Распределение населения по расовому признаку:
- белые — 74,9 %
- афроамериканцы — 1,3 %
- коренные народы США — 0,5 %
- азиаты — 7,1 %
- латиноамериканцы — 13,3 % и др.

13,6 % населения родились в Карлсбаде, 85,1 % живут в своих домах более одного года. 17,6 % населения в возрасте старше пяти лет, говорит на двух и более языках. 95,9 % населения старше 25-и лет имеют среднее образование, 51,1 % обладают степенью бакалавра, магистра и выше.
Распределение населения по возрасту:
- до 5 лет — 6,0 %
- до 18 лет — 24,1 %
- от 65 лет — 14,0 %

Годовой доход на домовладение составляет в среднем $ 84 728. Доход на душу населения — $ 44 587. 7,2 % жителей находится ниже прожиточного минимума. Трудоспособное население затрачивает в среднем 28,7 минут на дорогу на работу.

## Экономика
В городе работает океанариум «Центр морской жизни».
Согласно ежегодному финансовому отчёту, крупнейшими работодателями в 2010 году стали:
| №  | Работодатель               | Сотрудников |
| -- | -------------------------- | ----------- |
| 1  | Life Technologies          | 3988 чел.   |
| 2  | TaylorMade-adidas          | 2075 чел.   |
| 3  | Callaway                   | 1637 чел.   |
| 4  | Asymtek                    | 671 чел.    |
| 5  | Zimmer Dental              | 643 чел.    |
| 6  | Genoptix                   | 537 чел.    |
| 7  | Crestone Group Baking Cos. | 530 чел.    |
| 8  | Alphatec Spine             | 504 чел.    |
| 9  | Titleist                   | 307 чел.    |
| 10 | Emerson Network Power      | 299 чел.    |

## Города-побратимы
Программа городов-побратимов в Карлсбаде появилась в 1988 году. По заявлению городского офиса по культуре и искусству, миссия программы заключается в создании активных и значимых связей между Карлсбадом и его жителями на международном уровне в целях укрепления мира, установления культурных и экономических связей на основе взаимного уважения, понимания и сотрудничества. Карлсбад насчитывает два города-побратима:
- Фуццу, Япония (1988)

Город схож с Карлсбадом по размеру, расположению и произрастаемой растительности.
- Карловы Вары, Чехия (1991)

После Бархатной революции чешские Карловы Вары выступили с инициативой восстановить культурные и исторические связи с Карлсбадом.